# آنتی‌بیوتیک گسترده‌اثر

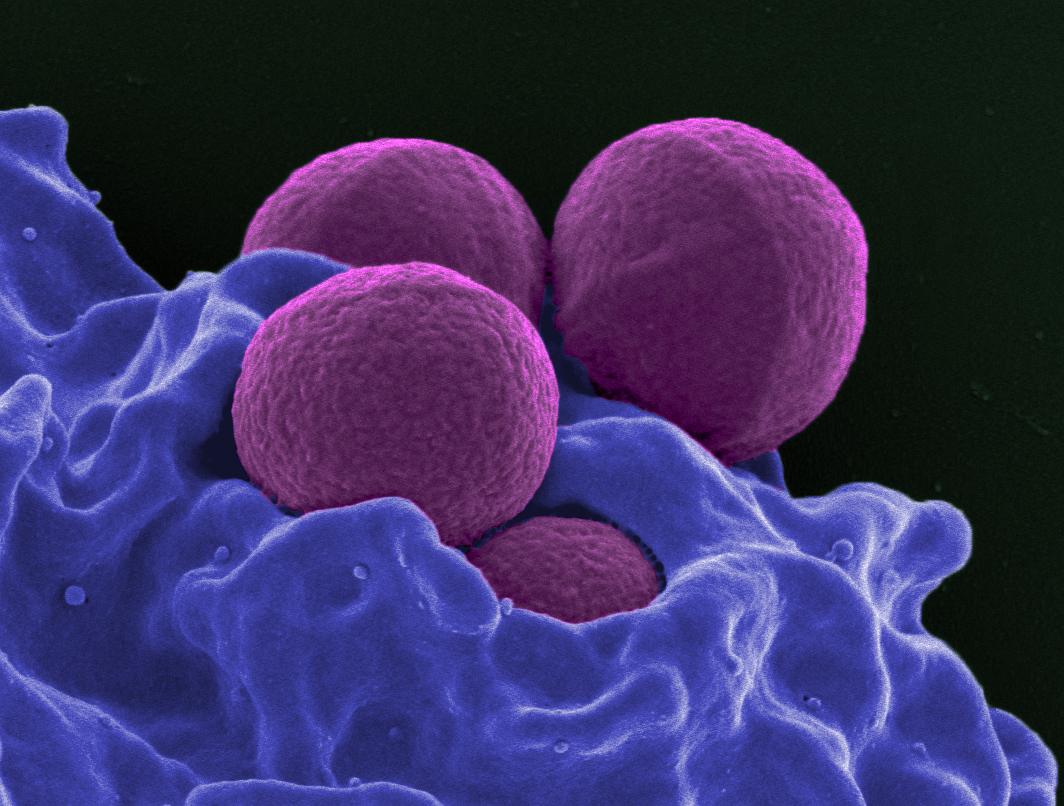
تصویر رنگی به وسیله میکروسکوپ الکترونی از استافیلوکوک اورئوس مقاوم به متی‌سیلین(MRSA)، باکتری که معمولاً توسط آنتی‌بیوتیک‌های وسیع الطیف هدف قرار می‌گیرد.

آنتی‌بیوتیک گسترده‌اثر یا آنتی‌بیوتیک وسیع‌الطیف به آنتی‌بیوتیکی اشاره دارد که بر روی طیف گسترده‌ای از باکتری‌های بیماری‌زا عمل می‌کند. آنتی‌بیوتیک‌های گسترده‌اثر بر روی هر دو خانواده باکتری باکتری گرم مثبت و گرم منفی اثر دارند در حالی که آنتی‌بیوتیک‌های با طیف محدود فقط روی یک خانوادهٔ خاص از باکتری‌ها اثر می‌گذارند. آمپی سیلین نمونه‌ای از آنتی‌بیوتیک‌های گسترده‌اثر است که استفاده زیادی دارند.

## کاربرد
آنتی‌بیوتیک‌های گسترده‌اثر به درستی در موقعیت‌های پزشکی زیر استفاده می‌شود:
- تجربی (بر اساس تجربهٔ پزشکان)، قبل از شناسایی نوع باکتری، زمانی که طیفی از بیماری‌ها می‌توانند در صورت تأخیر در درمان منجر به بیماری جدی‌تری شوند. برای نمونه، در مننژیت، که اگر در ابتدای بیماری آنتی‌بیوتیک‌های گسترده‌اثر استفاده نشود ممکن است بیماری بسیار وخیم شود.
- برای باکتری‌هایی که مقاومت دارویی دارند و به چند آنتی‌بیوتیک طیف محدود پاسخ نمی‌دهند.
- برای پیشگیری از عفونت هنگام بریدگی‌ها و خونریزی‌های پوستی.

## خطرات
آنتی‌بیوتیک‌ها می‌توانند محتوی طبیعی باکتری‌های بدن را با حمله به باکتری‌های فلور طبیعی بدن تغییر دهند؛ یعنی هم باکتری‌های بیماری‌زا و هم باکتری‌های غیر بیماری‌زا را از بین می‌برند. آسیب فلور طبیعی بدن می‌تواند موجب عفونت‌های ثانویه مثل کلستریدیوم دیفیسیل یا کاندیدیاز شود.

## نمونه‌ها
نمونه‌هایی از آنتی‌بیوتیک گسترده‌اثر،
در انسان:
- آمینوگلیکوزید (بجز استرپتومایسین)
- آمپی‌سیلین
- کوآموکسی‌کلاو (Augmentin)[۵]
- کارباپنم (مانند ایمی‌پنم)
- پیپراسیلین/تازوباکتام
- فلوروکینولون (مانند سیپروفلوکساسین)
- تتراسایکلین‌ها
- کلرامفنیکل
- تیکارسیلین
- کوتریموکسازول (Bactrim)

در دامپزشکی:
- کوآموکسی‌کلاو، (در حیوانات کوچک)
- پنی‌سیلین، استرپتومایسین و اکسی تتراسایکلین (در حیوانات مزرعه‌ای)
- پنی‌سیلین و سولفونامید (در اسب‌ها).